# Sasunaga annularis
Sasunaga annularis är en fjärilsart som beskrevs av Kobes 1983. Sasunaga annularis ingår i släktet Sasunaga och familjen nattflyn. Inga underarter finns listade.